# Heteralonia lateralis
Heteralonia lateralis är en tvåvingeart som först beskrevs av Enrico Adelelmo Brunetti 1909.  Heteralonia lateralis ingår i släktet Heteralonia och familjen svävflugor. Inga underarter finns listade i Catalogue of Life.